# Robine Lacroix
Robine Lacroix (Valkenswaard, 2 juni 2005) is een voetbalspeelster uit Nederland. Ze speelt als middenvelder voor PSV in de Vrouwen Eredivisie.

## Clubcarrière
Robine Lacroix speelde in haar jeugdjaren bij VV UNA en SV Valkenswaard. In 2021 stapte ze over naar de jeugdopleiding van PSV.
In het seizoen 2021/22 werd Lacroix met Jong PSV kampioen van de Eerste Divisie vrouwen. Hierdoor mocht Jong PSV in het seizoen 2022/23 meedoen aan de KNVB Beker en hierin wist het de halve finales te behalen. Dit was nog niet eerder door een jeugdteam behaald.
Op 25 april 2024 tekende Lacroix haar eerste profcontract bij PSV. Ze zette haar handtekening onder een verbintenis tot medio 2026. Zes dagen later maakte Lacroix haar debuut voor PSV in de Vrouwen Eredivisie in een uitwedstrijd tegen Ajax. Lacroix mocht in de 78ste minuut invallen voor Indiah-Paige Riley. In november 2024 brak Lacroix haar middenvoetsbeentje waardoor ze maandenlang buitenspel stond.

## Statistieken
| Seizoen | Club     | Competitie             | Competitie | Competitie | Beker | Beker | Overig | Overig | Totaal | Totaal |
| Seizoen | Club     | Competitie             | Wed.       | Dlp.       | Wed.  | Dlp.  | Wed.   | Dlp.   | Wed.   | Dlp.   |
| ------- | -------- | ---------------------- | ---------- | ---------- | ----- | ----- | ------ | ------ | ------ | ------ |
| 2022/23 | Jong PSV | Vrouwen Eerste divisie | 0          | 0          | 3     | 0     | 0      | 0      | 3      | 0      |
| 2023/24 | PSV      | Eredivisie             | 1          | 0          | 0     | 0     | 0      | 0      | 1      | 0      |
| Totaal  | Totaal   | Totaal                 | 1          | 0          | 3     | 0     | 0      | 0      | 4      | 0      |

Bijgewerkt t/m 2 mei 2024.

## Interlandcarrière
Robine Lacroix is als jeugdinternational voor meerdere jeugdteams van Nederland uitgekomen. Ze maakte haar debuut voor Nederland onder 17 op 8 september 2021 in een uitwedstrijd tegen de leeftijdsgenoten van België. Lacroix werd opgenomen in de selectie voor het EK 2022. Ze kwam alle wedstrijden op dit eindtoernooi in actie en behaalde de vierde plaats, na nederlagen tegen Spanje en Frankrijk.
Op 3 september 2022 maakte Lacroix haar debuut voor Nederland onder 19 in een wedstrijd tegen de leeftijdsgenoten van België. In 2023 kwam Lacroix met Nederland onder 19 uit op het EK 2022 waarin de halve finale werd behaald. In 2024 speelde Lacroix voor het Nederlands elftal onder 20 dat deelnam aan het wereldkampioenschap in Colombia.

## Privé
Robine Lacroix komt uit een voetbalgezin. Haar opa, Jos Lacroix, speelde voor Helmond Sport en werd kampioen van de Eerste divisie in het seizoen 1981/82. De vader van Robine, Ramon Lacroix, kwam als profvoetballer uit voor MVV Maastricht en haar broer, Yannick Lacroix, kwam uit in de jeugdopleiding van MVV Maastricht en SV Valkenswaard.